# لاوترباخ (بادن-وورتمبرگ)
لاوترباخ (به آلمانی: Lauterbach) یک شهر در آلمان است که در روتوایل واقع شده‌است.